# Ворсо (Міннесота)
Ворсо (англ. Warsaw) — переписна місцевість (CDP) в США, в окрузі Райс штату Міннесота. Населення — 644 особи (2020).

## Географія
Ворсо розташоване за координатами 44°15′5″ пн. ш. 93°23′25″ зх. д. / 44.25139° пн. ш. 93.39028° зх. д. (44.251432, -93.390151).  За даними Бюро перепису населення США в 2010 році переписна місцевість мала площу 2,21 км², з яких 2,19 км² — суходіл та 0,02 км² — водойми. В 2017 році площа становила 4,93 км², з яких 2,23 км² — суходіл та 2,70 км² — водойми.

## Демографія
Згідно з переписом 2010 року, у переписній місцевості мешкало 627 осіб у 249 домогосподарствах у складі 192 родин. Густота населення становила 283 особи/км².  Було 285 помешкань (129/км²).
Расовий склад населення:
| - 96,8 % — білих - 0,5 % — азіатів - 0,2 % — чорних або афроамериканців |

До двох чи більше рас належало 2,6 %. Частка іспаномовних становила 0,3 % від усіх жителів.
За віковим діапазоном населення розподілялося таким чином: 21,5 % — особи молодші 18 років, 63,3 % — особи у віці 18—64 років, 15,2 % — особи у віці 65 років та старші. Медіана віку мешканця становила 45,4 року. На 100 осіб жіночої статі у переписній місцевості припадало 102,9 чоловіків;  на 100 жінок у віці від 18 років та старших — 104,1 чоловіків також старших 18 років.
Середній дохід на одне домашнє господарство  становив 74 927 доларів США (медіана — 64 896), а середній дохід на одну сім'ю — 82 241 долар (медіана — 76 103). Медіана доходів становила 49 219 доларів для чоловіків та 35 625 доларів для жінок. За межею бідності перебувало 7,6 % осіб, у тому числі 14,4 % дітей у віці до 18 років та 9,0 % осіб у віці 65 років та старших.
Цивільне працевлаштоване населення становило 413 особи. Основні галузі зайнятості: освіта, охорона здоров'я та соціальна допомога — 18,6 %, виробництво — 17,4 %, науковці, спеціалісти, менеджери — 13,3 %, роздрібна торгівля — 9,9 %.